# PRINT (CP/J)
PRINT – polecenie nierezydentne systemu CP/J, zlecające drukowanie pliku za pośrednictwem sieci JUNET, na drukarce sieciowej.
Dyrektywa ta ma następującą postać:
PRINT [X:] nazwa_jednoznaczna_plikudrukowanie pliku, z bieżącego napędu lub (jeżeli wyspecyfikowano) z napędu X:, na drukarce udostępnionej w sieci
Kolejne zlecenia drukowania są ustawiane w specjalnej kolejce o maksymalnej wielkości 16 zadań drukowania. Kolejne zlecenia (ponad 16) są odrzucane. Należy odczekać do zakończenia drukowania dokumentu i zwolnieniu miejsca w kolejce. Drukowanie na drukarce lokalnej (podpiętej bezpośrednio do danego komputera), zleca się dyrektywami TYPE lub PIP.
Komunikaty zlecenia PRINT:
- Drukowanie rozpoczęte – wyświetlony po przyjęciu zlecenia
- Brak wskazanego pliku – w przypadku nieodnalezienia przez system operacyjny wskazanego w zleceniu pliku
- Drukarka zajęta – w przypadku odrzucenia zlecenia spowodowanego przepełnieniem kolejki oczekujących zadań drukowania.